# Neobisium spilianum
Neobisium spilianum är en spindeldjursart som beskrevs av Wolfgang Schawaller 1985. Neobisium spilianum ingår i släktet Neobisium och familjen helplåtklokrypare. Inga underarter finns listade i Catalogue of Life.